# Agência de Gerenciamento de Emergências do Tennessee
A Agência de Gerenciamento de Emergências do Tennessee ("Tennessee Emergency Management Agency" - TEMA) é uma agência do governo do Tennessee é responsável por preparar e responder a desastres naturais e causados pelo homem em todo o estado do Tennessee. A agência está sediada em Nashville, Tennessee . A TEMA é um componente do Departamento Militar do Tennessee, juntamente com a Guarda Nacional do Tennessee (Guarda Nacional do Exército do Tennessee e Guarda Nacional Aérea do Tennessee) e a Guarda Estadual do Tennessee.

## História
O "Office of Civil Defense" (OCD) foi estabelecido em 1951 com o objetivo principal de preparar planos de defesa civil no caso de armas nucleares serem detonadas no Tennessee durante uma hipotética guerra entre os Estados Unidos e a União Soviética. Este continuou a ser o foco principal da agência durante a década de 1960, quando o OCD preparou o "Plano do Tennessee para o Gerenciamento de Recursos", um plano projetado para gerenciar os recursos após um ataque nuclear. Em 1984, após a explosão do carro-tanque em Waverly, Tennessee, o "Office of Civil Defense" foi renomeado para Tennessee Emergency Management Agency e foi designado seu primeiro diretor civil.